# Häxprocessen i Baden-Baden

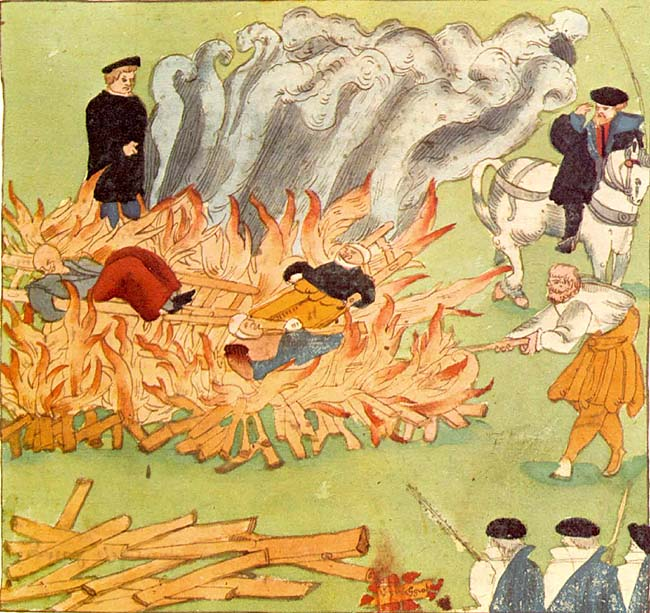
Häxprocessen i Baden-Baden

Häxprocessen i Baden-Baden var en häxprocess som ägde rum i markgrevedömet Baden-Baden mellan 1627 och 1631 och resulterade i avrättningen av omkring 200 personer (en viss förvirring råder kring antalet, eftersom både territoriet som helhelt och dess huvudstad kallades Baden-Baden.) Den tillhörde den våg av masshäxprocesser som spred sig i sydvästra och centrala Tyskland vid just denna tid.
Baden-Baden befann sig vid denna tidpunkt i ett tillstånd av religiös oro. Efter Slaget vid Wimpfen 1622 genomfördes en snabb motreformation genom tvång, böter, fängelsestraff och förvisningar med jesuiternas hjälp, och efter 28 års protestantism blev området snabbt åter katolskt. 
En av de ansvariga för häxjakten var doktor Matern Eschbach, en inflytelserik rådgivare hos markgreve Wilhelm av Baden-Baden. Mellan 16 september 1627 och 3 oktober 1628 undersökte Eschbach staden Baden efter häxor, och fortsatte sedan fram till 10 april 1631 att undersöka städerna Bühl och Steinbach. Han betraktades som en expert och konsulterades i frågor som hur tortyr av häxor skulle utföras. Dokumentationen för själva staden Baden saknas, men det uppskattas att 97 personer åtalades där och att 90 av dem avrättades. I Steinbach identifierade Eschbach 33 häxor, varav 9 män, däribland markgrevens stabhalter Hans Heinz. I Bühl identifierade Eschbach 70 häxor, varav 23 var män, däribland den lokala stabhalter, sjukhusdirektören, en kyrklig ämbetsman, makan till en medlem av distriktsdomstolen och flera andra myndighetspersoner. Personer som utpekades som misstänkte förhördes tills bevisen ansågs tillräckliga för att motivera tortyr. Under tortyr beräknas varje åtalad ha pressats att ange minst 15 medbrottslingar: en kvinna angav 150 personer, något som gjorde att häxprocessen snabbt växte sig stor och spreds till andra orter.
Det har framlagts teorier om att häxjakten i Baden-Baden användes av jesuiterna som ett sätt att rensa ut hemliga protestanter ur ett område som nyligen gjorts katolskt igen, särskilt som häxjakten enbart förekom i de områden i Baden-Baden som blivit katolska på nytt och inte i Baden-Durlach, det enda område som förblev protestantiskt. Endast sex av de avrättade personer var öppet protestanter, men i en stat som bara några år tidigare hade varit katolskt i 28 år beräknas de flesta vuxna personer ha blivit uppfostrade som protestanter. Det är bekräftat att de katolska prästerna under häxjakten bröt mot sin ed och avslöjade vad deras församlingsbor sade under bikt, och detta har tagits som en indikation på att de avslöjade många anklagade som krypto-protestanter för häxjägarna. Denna hypotes är dock obevisad och tros inte heller kunna bevisas i framtiden och måste betraktas som olöst.
Den 10 april 1631 avslutades häxjakten abrupt och utan motivering i de bevarade dokumenten. Så som fallet i flera av de stora massprocesserna i Tyskland vid denna tid har den svenska arméns framryckning under trettioåriga kriget getts förtjänsten, men den svenska armén var inte i närheten av trakten vid denna tid. I själva verket tros häxjakten ha avslutats av myndigheterna på grund av den befolkningsminskning som väntades bli följden om angivelserna fick fortsätta.